# Григорьев, Владимир Валерьевич
Владимир Валерьевич Григорьев (29 ноября 1971, СССР) — российский футболист, игрок в мини-футбол. Более всего известен выступлениями за югорский «ТТГ», московский «Спартак» и сборную России по мини-футболу.

## Биография
В 1991—1992 годах играл за красноярский «Металлург», после чего принял решение перейти в мини-футбол. В мини-футболе Григорьев играл за емельяновскую «Зарю», новоуральский «Строитель», московский «Спартак» и югорский «ТТГ». После этого он перешёл в московский «Спартак» (ранее он играл за другой клуб под таким же названием), и именно с «красно-белыми» связаны его основные клубные достижения. В 2001 году Владимир выиграл в их составе чемпионат России, в 2002 году — кубок, а в 2003 году — суперкубок. А ещё через год он завершил карьеру игрока.
Григорьев сыграл 31 матч и забил 9 мячей за сборную России по мини-футболу. Он входил в чемпионский состав сборной на Чемпионат Европы 1999 года.
Завершив игровую карьеру, Григорьев занял пост исполнительного директора своего бывшего клуба «ТТГ-Югра». В разное время он также исполнял обязанности главного тренера команды.

## Достижения
- Чемпион Европы по мини-футболу 1999
- Чемпион России по мини-футболу 2000/01
- Обладатель Кубка России по мини-футболу 2002
- Обладатель Суперкубка России по мини-футболу 2003